# Marvin Barnes
Marvin Jerome Barnes (Providence, 27 luglio 1952 – Providence, 8 settembre 2014) è stato un cestista statunitense, professionista nella ABA, nella NBA e in Italia.

## Carriera
Nel 1973 quando giocava al college a Providence fu il primo giocatore nella storia a realizzare 10 canestri su 10 tiri tentato in una gara del NCAA Tournament.
Venne selezionato dai Philadelphia 76ers al primo giro del Draft NBA 1974 (2ª scelta assoluta) dietro a Bill Walton e draftato dai Spirits of St. Louis nel Draft ABA 1974: decise di giocare in ABA fino alla fusione fra le due leghe avvenuta nel 1976.
Venne scelto dai Detroit Pistons nel ABA Dispersal draft 1976 come 4° scelta davanti a Moses Malone in cambio di 500.000 $, secondo giocatore più costoso dopo la prima scelta Artis Gilmore che finì ai Chicago Bulls per 1.100.000 $.
Con gli Stati Uniti disputò le Universiadi di Mosca 1973.

## Statistiche

### ABA-NBA

#### Regular season
| Anno            | Squadra                    | PG  | PT | MP   | TC%  | 3P%  | TL%  | RP   | AP  | PRP | SP  | PP   |
| --------------- | -------------------------- | --- | -- | ---- | ---- | ---- | ---- | ---- | --- | --- | --- | ---- |
| 1974-1975       | Spirits of St. Louis       | 77  |    | 39,9 | 49,8 | 0,0  | 67,0 | 15,6 | 3,2 | 1,2 | 1,8 | 24,0 |
| 1975-1976       | Spirits of St. Louis (ABA) | 67  |    | 37,1 | 50,3 | 27,3 | 74,0 | 10,8 | 2,2 | 1,9 | 2,0 | 24,1 |
| 1976-1977       | Detroit Pistons (NBA)      | 53  |    | 18,7 | 44,7 |      | 67,9 | 4,8  | 0,8 | 0,7 | 0,6 | 9,6  |
| 1977-1978       | Detroit Pistons            | 12  |    | 22,4 | 44,9 |      | 48,3 | 7,6  | 1,6 | 0,6 | 0,9 | 10,0 |
| 1977-1978       | Buffalo Braves             | 48  |    | 28,7 | 41,6 |      | 74,5 | 7,3  | 2,4 | 1,2 | 1,5 | 11,8 |
| 1978-1979       | Boston Celtics             | 38  |    | 20,9 | 49,1 |      | 65,2 | 4,7  | 1,4 | 1,0 | 1,0 | 8,1  |
| 1979-1980       | San Diego Clippers         | 20  |    | 14,4 | 40,0 | 0,0  | 50,0 | 3,9  | 0,9 | 0,3 | 0,6 | 3,2  |
| Carriera ABA    | Carriera ABA               | 144 |    | 38,6 | 50,0 | 21,4 | 70,1 | 13,4 | 2,8 | 1,5 | 1,9 | 24,1 |
| Carriera NBA    | Carriera NBA               | 171 |    | 21,7 | 44,2 |      | 67,2 | 5,5  | 1,5 | 0,8 | 1,0 | 9,2  |
| Carriera Totale | Carriera Totale            | 315 |    | 29,5 | 48,1 |      | 69,1 | 9,1  | 2,1 | 1,2 | 1,4 | 16,0 |

#### Massimi in carriera
Regular Season
- Massimo di punti in ABA: 54 vs Memphis Sounds (16 marzo 1975)
- Massimo di punti in NBA: 33 vs Indiana Pacers (30 gennaio 1977)
- Massimo di rimbalzi in ABA: 31 vs Memphis Sounds (8 gennaio 1975)
- Massimo di rimbalzi in NBA: 19 vs Golden State Warriors (26 ottobre 1977)
- Massimo di assist in ABA: 8 vs Kentucky Colonels (9 gennaio 1975)
- Massimo di assist in NBA: 6 vs Cleveland Cavaliers (4 aprile 1978)
- Massimo di palle rubate in ABA: 5 vs San Antonio Spurs (26 gennaio 1975)*
- Massimo di palle rubate in NBA: 4 (2 volte)
- Massimo di stoppate in ABA: 5 vs San Antonio Spurs (19 marzo 1975)*
- Massimo di stoppate in NBA: 6 vs Phoenix  Suns (21 febbraio 1978)

(* tenendo conto dei dati ABA al momento disponibili e che le statistiche di queste categorie vennero registrate sistematicamente solo dalla stagione ABA 1973-1974)

#### Play-off
| Anno            | Squadra                    | PG | PT | MP   | TC%  | 3P% | TL%  | RP   | AP  | PRP | SP  | PP   |
| --------------- | -------------------------- | -- | -- | ---- | ---- | --- | ---- | ---- | --- | --- | --- | ---- |
| 1975            | Spirits of St. Louis (ABA) | 10 |    | 44,4 | 49,8 | 0,0 | 77,9 | 14,1 | 1,6 | 2,0 | 1,9 | 30,8 |
| Carriera Totale | Carriera Totale            | 10 |    | 44,4 | 49,8 | 0,0 | 77,9 | 14,1 | 1,6 | 2,0 | 1,9 | 30,8 |

#### Massimi in carriera
Play-off
- Massimo di punti in ABA: 43 vs Kentucky Colonels (23 aprile 1975)
- Massimo di rimbalzi in ABA: 20 vs New York Nets (13 aprile 1975)
- Massimo di assist in ABA: 3 (2 volte)
- Massimo di palle rubate in ABA: 3 vs Kentucky Colonels (23 aprile 1975) *
- Massimo di stoppate in ABA: 7 vs New York Nets (13 aprile 1975) *

(* tenendo conto dei dati ABA al momento disponibili e che le statistiche di queste categorie vennero registrate sistematicamente solo dalla stagione ABA 1973-1974)

## Palmarès
- NCAA AP All-America First Team (1974)
- ABA Rookie of the Year Award (1975)
- ABA All-Rookie Team (1975)
- All-ABA Team: 1

Second Team: 1975
- ABA All-Star Game: 2

1975, 1976
- Sessantesimo migliore rimbalzista di sempre ABA
- Terzo migliore rimbalzista di sempre per rimbalzi a partita ABA in regular season (13,4 rimbalzi a partita)
- Dodicesimo per numero di stoppate di sempre ABA
- Settimo migliore giocatore di sempre per stoppate a partita ABA in regular season (1,9 stoppate a partita)
- Trentaduesimo miglior giocatore per palle rubate di sempre ABA
- ABA All-Time Team